# Antillognatha lucida
Antillognatha lucida is een spinnensoort in de taxonomische indeling van de strekspinnen.
Het dier behoort tot het geslacht Antillognatha. De wetenschappelijke naam van de soort werd voor het eerst geldig gepubliceerd in 1945 door Bryant.